# Màrius Calado i Colom

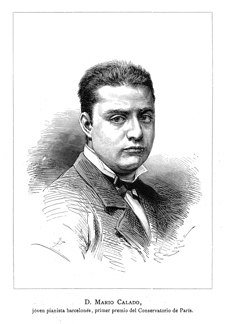
Màrius Calado im Jahr 1881

Màrius Josep Lluís Calado i Colom (* 23. Oktober 1862 in Barcelona; † 24. August 1926 ebenda) war ein katalanischer Pianist und Musikpädagoge. Als Pianist gehörte er der Katalanischen Pianistenschule an.

## Leben und Werk
Zunächst studierte Calado am Liceu von Barcelona bei Gabriel Balart und bei Joan Baptista Pujol. Mit 17 Jahren wurde er Schüler von Georges Mathias am Konservatorium von Paris, wo er 1881 den ersten Klavierpreis gewann.
Seine Konzertpianistenkarriere begann er in den Pariser Lokalitäten Salle Érard und Salle Pleyel. Er gab dann Konzerte in ganz Europa und vor allen Dingen in Südamerika. Vor allem seine Auftritte in Barcelona und Madrid wurden von der Musikkritik besonders gewürdigt. Trotz der großen Erfolge als Konzertpianist verlagerte er ab 1895 aufgrund seines intensiven pädagogischen Interesses seinen Tätigkeitsschwerpunkt auf die Lehre.
Als Ergebnis seiner Ausbildung in Paris galt er als Experte in der Interpretation französischer Werke. Sein Vortragsstil zeichnete sich durch große technische Virtuosität und Eleganz aus.